# ワウテル・エンリケ・ダ・シウバ
ワウテル・エンリケ・ダ・シウヴァ（Walter Henrique da Silva、1989年7月22日 - ）は、ブラジル・レシフェ出身のサッカー選手。ゴイアスEC所属。ポジションはフォワード。ヴァルテルと表記されることもある。

## 経歴
2007年にブラジルのSCインテルナシオナルのユースに移り、2008年から2010年までトップチームでプレーした。2010年7月、ポルトガルのFCポルトに5年契約で移籍した。FCポルトは移籍金600万ユーロ（約6億8000万円）を支払って保有権の75%を獲得した。
2009年に開催された南米ユース選手権では5得点を挙げて得点王に輝き、チームの優勝に貢献した。

## タイトル

### クラブ
ポルト
- プリメイラ・リーガ：2010-11, 2011-12
- タッサ・デ・ポルトガル：2010-11
- スーペルタッサ・カンディド・デ・オリベイラ：2010, 2011
- UEFAヨーロッパリーグ：2010-11

ゴイアス
- カンピオナート・ブラジレイロ・セリエB：2012
- カンピオナート・ゴイアーノ：2013

アトレチコ・パラナエンセ
- カンピオナート・パラナエンセ：2016

### 代表
ブラジルU-20
- 南米ユース選手権：2009